# Discografie van Murda
Hieronder volgt de discografie van de Turks-Nederlandse rapper Murda, met name zijn albums, ep's, mixtapes en zijn nummers met een notering in een hitlijst. 

## Albums
| Album                                      | Verschijnen     | Label      | Hitlijsten | Hitlijsten | Hitlijsten | Hitlijsten | Opmerkingen             |
| Album                                      | Verschijnen     | Label      | BE (VL)    | BE (VL)    | NL         | NL         | Opmerkingen             |
| Album                                      | Verschijnen     | Label      | Piek       | Weken      | Piek       | Weken      | Opmerkingen             |
| ------------------------------------------ | --------------- | ---------- | ---------- | ---------- | ---------- | ---------- | ----------------------- |
| De kassier: Een monnie abum (met FS Green) | 18 maart 2010   | Noah's Ark | —          | —          | 55         | 2          | Studioalbum / als Önder |
| We doen ons best                           | 20 mei 2016     | Noah's Ark | —          | —          | 27         | 3          | Studioalbum             |
| Bruin brood (met Bangbros en Hef)          | 20 oktober 2017 | Noah's Ark | 105        | 2          | 10         | 6          | Studioalbum             |
| Baba                                       | 10 mei 2019     | Noah's Ark | —          | —          | 13         | 5          | Studioalbum             |
| Doğa                                       | 4 februari 2020 | Noah's Ark | 131        | 1          | 25         | 3          | Studioalbum             |

## Ep's
- Turkse Pizza EP (2008)
- Goeie Dingen (2014)

## Mixtapes
- Beondekijkuit mixtape (2008)

## Singles
| Lied                                                        | Verschijnen       | Album                                  | Hitlijsten | Hitlijsten | Hitlijsten  | Hitlijsten  | Hitlijsten   | Hitlijsten   | Hitlijsten | Hitlijsten | Hitlijsten | Opmerkingen          |
| Lied                                                        | Verschijnen       | Album                                  | BE (VL)    | BE (VL)    | NL (Top 40) | NL (Top 40) | NL (Top 100) | NL (Top 100) | DE         | AT         | CH         | Opmerkingen          |
| Lied                                                        | Verschijnen       | Album                                  | Piek       | Weken      | Piek        | Weken       | Piek         | Weken        | Piek       | Piek       | Piek       | Opmerkingen          |
| ----------------------------------------------------------- | ----------------- | -------------------------------------- | ---------- | ---------- | ----------- | ----------- | ------------ | ------------ | ---------- | ---------- | ---------- | -------------------- |
| Niet zo (met Ronnie Flex)                                   | 28 juli 2016      | We doen ons best                       | —          | —          | —           | —           | 55           | 21           | —          | —          | —          | Platina in Nederland |
| Brand new (met Jonna Fraser en Jandino Asporaat)            | 30 januari 2017   | —                                      | —          | —          | tip2        | —           | 24           | 9            | —          | —          | —          |                      |
| Dichterbij me (met Ronnie Flex, Abira, Def Major en Jiri11) | 30 juli 2017      | Rémi (van Ronnie Flex)                 | —          | —          | —           | —           | 60           | 1            | —          | —          | —          |                      |
| Culé                                                        | 7 juli 2017       | Baba                                   | —          | —          | —           | —           | 100          | 1            | —          | —          | —          |                      |
| Trabajo                                                     | 22 september 2017 | Baba                                   | —          | —          | —           | —           | 73           | 2            | —          | —          | —          | Goud in Nederland    |
| Wejo (met Bangbros, Hef en Kevin)                           | 6 oktober 2017    | Bruin brood                            | —          | —          | —           | —           | 76           | 2            | —          | —          | —          |                      |
| Gasolina (met Lange, Djaga Djaga en Yung Felix)             | 26 januari 2018   | —                                      | —          | —          | —           | —           | 51           | 2            | —          | —          | —          |                      |
| Shutdown (met SFB en Spanker)                               | 25 april 2018     | Reset the levels III (van SFB)         | tip        | —          | tip2        | —           | 5            | 22           | —          | —          | —          | Platina in Nederland |
| Soon (met Philly Moré en Frenna)                            | 10 augustus 2018  | —                                      | —          | —          | —           | —           | 89           | 1            | —          | —          | —          |                      |
| Soldaat (met Sevn Alias, Jayh en Cho)                       | 19 oktober 2018   | Rwina (Mocro Maffia soundtrack)        | —          | —          | —           | —           | 74           | 1            | —          | —          | —          |                      |
| Rodeo (met Hef en Jayh)                                     | 25 januari 2019   | Koud (van Hef)                         | —          | —          | —           | —           | 58           | 1            | —          | —          | —          |                      |
| Rompe (met Priceless en Frenna)                             | 1 maart 2019      | —                                      | tip        | —          | 16          | 5           | 1 (4 wkn)    | 24           | —          | —          | —          | Platina in Nederland |
| Runnin' (met Jonna Fraser)                                  | 22 maart 2019     | Baba                                   | —          | —          | —           | —           | 57           | 2            | —          | —          | —          |                      |
| Paraplu (met Kevin)                                         | 29 maart 2019     | Vrij (van Kevin)                       | —          | —          | —           | —           | 65           | 3            | —          | —          | —          |                      |
| Was machst du (met Eno)                                     | 2 april 2020      | Bonität plus (van Eno)                 | —          | —          | —           | —           | —            | —            | 32         | 66         | —          |                      |
| Stretch (met Kraantje Pappie en Bizzey)                     | 25 april 2019     | Baba                                   | —          | —          | —           | —           | 54           | 2            | —          | —          | —          |                      |
| IJs (met Idaly en Sevn Alias)                               | 9 mei 2019        | Baba                                   | —          | —          | —           | —           | 48           | 3            | —          | —          | —          |                      |
| Dom Pérignon (met Qlas & Blacka, Henkie T en Jonna Fraser)  | 17 juli 2020      | Jongetjes uit Zuid (van Qlas & Blacka) | —          | —          | tip3        | —           | 13           | 15           | —          | —          | —          | Goud in Nederland    |
| Fuck it up (met SFB)                                        | 7 augustus 2020   | —                                      | —          | —          | —           | —           | 46           | 2            | —          | —          | —          |                      |
| Gece gündüz (met Mero)                                      | 29 januari 2021   | —                                      | —          | —          | —           | —           | 99           | 1            | 36         | 48         | 79         |                      |
| Crooswijk freestyle (met Ronnie Flex)                       | 13 maart 2021     | —                                      | —          | —          | —           | —           | 72           | 1            | —          | —          | —          |                      |
| Eigenaar (met Spanker, Frenna, Kevin, Idaly en Hef)         | 16 april 2021     | —                                      | —          | —          | —           | —           | 40           | 3            | —          | —          | —          |                      |
| OHA remix (met Summer Cem en Luciano)                       | 20 augustus 2021  | —                                      | —          | —          | —           | —           | —            | —            | 39         | 59         | 71         |                      |
| 10 racks (met Frenna)                                       | 8 september 2021  | Highest                                | —          | —          | —           | —           | 81           | 1            | —          | —          | —          |                      |
| Grind (met Jandro en Chivv)                                 | 26 november 2021  | —                                      | —          | —          | —           | —           | 95           | 1            | —          | —          | —          |                      |
| Konum Gizli (met Mero)                                      | 12 mei 2022       | Hidden Loc. (van Mero)                 | —          | —          | —           | —           | —            | —            | 25         | 61         | 74         |                      |
| Baby mama drama (met SFB)                                   | 11 november 2022  | Reset the levels IV (van SFB)          | —          | —          | —           | —           | 62           | 1            | —          | —          | —          |                      |
| Class (met Kevin)                                           | 16 december 2022  | Plenty bars (ep van Kevin)             | —          | —          | —           | —           | 90           | 1            | —          | —          | —          |                      |
| Pay per view (met DJ Jeezy, Luciano en K-Trap)              | 1 september 2023  | —                                      | —          | —          | —           | —           | —            | —            | 72         | —          | —          |                      |